# Passalozetes agricola
Passalozetes agricola är en kvalsterart som beskrevs av Mínguez och Subías 1983. Passalozetes agricola ingår i släktet Passalozetes och familjen Passalozetidae. Inga underarter finns listade i Catalogue of Life.